# Polanco, Mexico City
Polanco är en del av en befolkad plats i Mexiko.   Den ligger i kommunen Miguel Hidalgo och delstaten Distrito Federal, i den sydöstra delen av landet, i huvudstaden Mexico City. Polanco ligger 2 297 meter över havet och antalet invånare är 50 000.
Terrängen runt Polanco är platt åt nordost, men åt sydväst är den kuperad. Runt Polanco är det mycket tätbefolkat, med 7 758 invånare per kvadratkilometer. Närmaste större samhälle är Mexico City, 7,7 km öster om Polanco. Runt Polanco är det i huvudsak tätbebyggt.